# José Pedro Santos
José Pedro Santos conhecido apenas por Pedrinho, (Campos dos Goytacazes, 6 de setembro de 1976) é um ex-futebolista brasileiro que atuava como meio-campista.

## Carreira
Iniciou a carreira no Noroeste, em 1996, passou pelo São Caetano na temporada seguinte, e defendeu o Ituano em 1998. É marcado por sua participação no título da Copa Libertadores de 1999, conquistado pelo Palmeiras. 
Em 1998, ficou famoso por forçar a expulsão de Marcelo Ramos, do Cruzeiro, na terceira partida da decisão da Copa Mercosul, vencida pelo Verdão - o meio-campista, dois minutos após entrar em campo, sofreu uma violenta entrada do atacante, que acabaria levando cartão amarelo e, em seguida, o vermelho.
Após deixar o Palmeiras em 1999, Pedrinho atuou ainda por Juventude, Kawasaki Frontale, Botafogo, Cerro Porteño, Libertad (foram quatro temporadas, retornando em 2007), Grêmio (esteve no elenco que fez parte da Série B de 2005, atuando em poucos jogos), Ceará, Atlético Goianiense, 3 de Febrero, CRAC, Boca Júnior e Itabaiana.
Para a temporada 2011, Pedrinho foi contratado pelo Funorte, equipe onde encerrou sua carreira, aos 35 anos.

## Títulos
Palmeiras
- Copa Mercosul: 1998[1]
- Copa do Brasil: 1998[1]
- Copa Libertadores de 1999[2]